# Zespół Rubinsteina-Taybiego

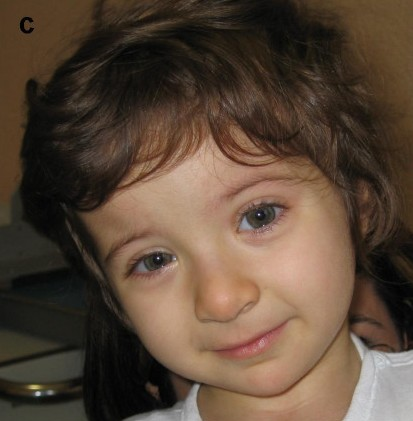
3-letnia dziewczynka z rozpoznanym zespołem Rubinsteina i Taybiego i charakterystycznymi cechami dysmorficznymi twarzy; u pacjentki stwierdzono mutację missens 4627G>T w genie CREBBP

Zespół Rubinsteina-Taybiego, mikrodelecja 16p (ang. Rubinstein-Taybi syndrome) – zespół wad wrodzonych, na którego obraz kliniczny składają się małogłowie, skośno-dolne ustawienie szpar powiekowych, klinodaktylia, szerokie kciuki i paluchy, wrodzone wady serca i układu moczowego, wąskie usta, zwężenie szczęki, hipoplazja żuchwy, wysoko wysklepione podniebienie, tyłozgryz, gruszkowate guzki na zębach, wnętrostwo. Pacjenci z zespołem Rubinsteina i Taybiego wykazują opóźnienie umysłowe. Pierwszy pełny opis zespołu przedstawili w 1963 roku Jack H. Rubinstein i Hooshang Taybi. Przyczyną zespołu Rubinsteina-Taybiego jest najczęściej autosomalnie dominująca mutacja w genie CREBBP, zlokalizowanym na krótkim ramieniu chromosomu 16.